# 朗·埃達德
朗·埃達德（英語：Ronald Jason "Ron" Eldard，1965年2月20日—）是美國的一位演員。埃達德出生在紐約長島，是家中七個孩子中第二年輕的。他在1989年首次出演電影。